# Зимов'є (Верхньобуреїнський район)
Зимо́в'є (рос. Зимовье) — селище у складі Верхньобуреїнського району Хабаровського краю, Росія. Входить до складу Тирминського сільського поселення.

## Населення
Населення — 77 осіб (2010; 169 у 2002).
Національний склад (станом на 2002 рік):
- росіяни — 57 %
- корейці — 36 %